# Christian Ulrich Beccau
Christian Ulrich Beccau (* 3. Oktober 1809 in Friedrichstadt; † 3. Oktober 1867 in Husum) war ein deutscher Advokat und Notar.

## Leben und Wirken
Christian Ulrich Beccau war ein Sohn des Barbiers und Chirurgs Benedict Vollrath Beccau und dessen Ehefrau Marie, geborene Sievers. Ein Onkel war der Dichter Joachim Beccau. Nach der Bürgerschule in seiner Geburtsstadt besuchte er von Ostern 1825 bis 1831 die Gelehrtenschule Husum. Danach studierte er zunächst Evangelische Theologie, wechselte aber später zu den Rechtswissenschaften. Da er der 1833 verbotenen Kieler Burschenschaft Germania angehört hatte, wurde er nicht 1835, sondern erst drei Jahre später zum Examen zugelassen. Im Schwarzen Buch der Frankfurter Bundeszentralbehörde (Eintrag Nr. 76) ist er unter dem Namen Ernst Ulrich Beccau festgehalten.
Nach dem Ende des Studiums arbeitete Beccau als Untergerichtsadvokat in Husum. Am 2. Januar 1846 wurde er zum Notar ernannt. Während der Schleswig-Holsteinischen Erhebung sprach er sich radikal für Schleswig-Holstein aus. Bei Ankunft dänischer Truppen in Husum reiste Beccau aus. Nach Kriegsende musste er erneut für seine Bestallung vorsprechen, die ihm wie Theodor Storm und dem Kollegen Rheder verweigert wurde.
Beccau fand eine neue Stelle bei dem Landvogt Ottens im Kirchspiel Hemmingstedt. Hier schrieb er den „Versuch einer urkundlichen Darstellung der Geschichte Husums bis zum Jahre 1603“. Es handelte sich dabei um ein für die Region bedeutendes Werk, in dessen Anhang viele Urkunden enthalten sind. Außerdem beschrieb er in separaten Abschnitten die Geschichte der Husumer Kirche, das Gasthaus zum Ritter St. Jürgen, das Minoritenkloster, die Zünfte und das Schloss vor Husum. 1835 schrieb er einen Gedichtband. Hinzu kamen mehrere Aufsätze, die in Wochenblättern aus Altona, Husum und Itzehoe zu lesen waren.
1855 bekam Beccau mit „vielen Mühen und Reisen“ eine neue Bestallung als Advokat. Ab 1861 durfte er auch wieder als Notar tätig werden. Er starb verarmt 1867 in Husum.